# کیان سلطانپور
کیان سلطانپور (زاده ۲۳ ژوئیه ۱۹۸۹) فوتبالیست ایرانی-آلمانی باشگاه فوتبال زاربروکن می‌باشد.